# 岩手県営体育館
岩手県営体育館（いわてけんえいたいいくかん）は、岩手県盛岡市にある体育館である。岩手県指定の財団法人岩手県スポーツ振興事業団が受託管理している。

## 概要
1970年開催の国民体育大会（みちのく国体）での使用を考慮して1967年6月に開設。岩手県に現存する体育館の中で最も歴史のある老舗体育館のひとつ。アリーナの他、会議室、選手控室、応接室、多目的室などが併設されている。体育館の前には児童公園があり、幅広く親しまれている。
老朽化が進んでいる、駐車場が狭い（普通車173台、バス6台収容）等いくつかの問題点を抱えながらも、球技や武道、プロレス興行の会場等として利用されている。
2011年に岩手ビッグブルズが日本プロバスケットボールリーグ（bjリーグ）に加盟してからは、同チームの本拠地アリーナとして使用されている。
2015年9月にコンクリート片のはく落事故が発生して9月16日から休館となり、2016年8月まで修繕工事が行われる見通しとなっている。
2020年にDOCOMOMO JAPAN選定 日本におけるモダン・ムーブメントの建築に認定されている。

## 施設

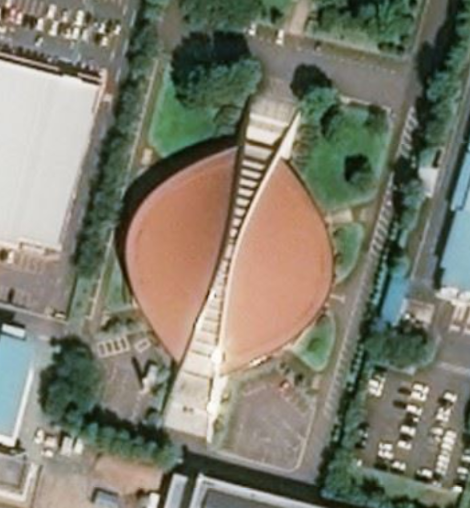
衛星図

主空間の長軸方向に架けられた2本のメインアーチと主空間の外周部をリング状に囲むリングアーチの間をワイヤーケーブルによるつり屋根で構成し、特徴的な意匠を形成している。
- 敷地面積=13,440m2
- 建築面積=4,110m2
- 延床面積=6,394m2
- アリーナ面積=1,877m2

利用可能種目
- バスケットボールコート2面
- バレーボールコート2面
- バドミントンコート10面
- ハンドボールコート1面
- テニスコート2面
- 卓球24面
- 体操競技（男子6種目・女子4種目）

## 開催される主な競技会・イベント
- bjリーグ→Bリーグ（岩手ビッグブルズのホームゲーム）
- JBL
- Fリーグ（ステラミーゴいわて花巻のホームゲーム）
- Vリーグ
- 日本ハンドボールリーグ
- プロボクシング（日本タイトルマッチ）
- 日本プロレス
- 新日本プロレス
- 全日本プロレス
- 国際プロレス
- プロレスリング・ノア
- みちのくプロレス
- 大日本プロレス

## アクセス
- いわて銀河鉄道線盛岡駅よりバス利用。
  - 岩手県交通　東口9番のりばより「201・202・203・209・212・213・255」
  - 岩手県北バス　東口3番のりばより「D02」
  - 以上の路線で、｢県営体育館前｣下車。
- 徒歩の場合
  - いわて銀河鉄道線 青山駅より5分。